# Lijst van afleveringen van Get Smart
Dit is een lijst met afleveringen van de Amerikaanse televisieserie Get Smart. De serie telt vijf seizoenen. Een overzicht van alle afleveringen is hieronder te vinden.

## Seizoen 1
| Nr. | Titel aflevering               | Uitzenddatum VS   |
| --- | ------------------------------ | ----------------- |
| 1   | Mr Big                         | 18 september 1965 |
| 2   | Diplomat's Daughter            | 25 september 1965 |
| 3   | School Days                    | 2 oktober 1965    |
| 4   | Our Man in Toyland             | 9 oktober 1965    |
| 5   | Now You See Him, Now You Don't | 16 oktober 1965   |
| 6   | Washington 4, Indians 3        | 23 oktober 1965   |
| 7   | Kaos in Control                | 30 oktober 1965   |
| 8   | The Day Smart Turned Chicken   | 6 november 1965   |
| 9   | Satan Place                    | 13 november 1965  |
| 10  | Our Man in Leotards            | 20 november 1965  |
| 11  | Too Many Chiefs                | 27 november 1965  |
| 12  | My Nephew the Spy              | 4 december 1965   |
| 13  | Aboard the Orient Express      | 11 december 1965  |
| 14  | Weekend Vampire                | 18 december 1965  |
| 15  | Survival of the Fattest        | 25 december 1965  |
| 16  | Double Agent                   | 8 januari 1966    |
| 17  | Kisses for KAOS                | 15 januari 1966   |
| 18  | The Dead Spy Scrawls           | 22 januari 1966   |
| 19  | Back to the Old Drawing Board  | 29 januari 1966   |
| 20  | All in the Mind                | 5 februari 1966   |
| 21  | Dear Diary                     | 12 februari 1966  |
| 22  | Smart the Assassin             | 19 februari 1966  |
| 23  | I'm Only Human                 | 26 februari 1966  |
| 24  | Stakeout on Blue Mist Mountain | 5 maart 1966      |
| 25  | The Amazing Harry Hoo          | 12 maart 1966     |
| 26  | Hubert's Unfinished Symphony   | 19 maart 1966     |
| 27  | Ship of Spies: Part 1          | 2 april 1966      |
| 28  | Ship of Spies: Part 2          | 9 april 1966      |
| 29  | Shipment to Beirut             | 23 april 1966     |
| 30  | Last One in Is a Rotten Spy    | 7 mei 1966        |

## Seizoen 2
| Nr. | Titel aflevering                                         | Uitzenddatum VS   |
| --- | -------------------------------------------------------- | ----------------- |
| 1   | Anatomy of a Lover                                       | 17 september 1966 |
| 2   | Strike While the Agent Is Hot                            | 24 september 1966 |
| 3   | A Spy for a Spy                                          | 1 oktober 1966    |
| 4   | The Only Way to Die                                      | 8 oktober 1966    |
| 5   | Maxwell Smart, Alias Jimmy Ballantine                    | 15 oktober 1966   |
| 6   | Casablanca                                               | 22 oktober 1966   |
| 7   | The Decoy                                                | 29 oktober 1966   |
| 8   | Hoo Done It                                              | 5 november 1966   |
| 9   | Rub-A-Dub-Dub...Three Spies in a Sub                     | 12 november 1966  |
| 10  | The Greatest Spy on Earth                                | 19 november 1966  |
| 11  | Island of the Darned                                     | 26 november 1966  |
| 12  | Bronzefinger                                             | 3 december 1966   |
| 13  | Perils in a Pet Shop                                     | 10 december 1966  |
| 14  | The Whole Tooth and...                                   | 24 december 1966  |
| 15  | Kiss of Death                                            | 31 december 1966  |
| 16  | It Takes One to Know One                                 | 7 januari 1967    |
| 17  | Someone Down Here Hates Me                               | 14 januari 1967   |
| 18  | Cutback at Control                                       | 21 januari 1967   |
| 19  | The Mummy                                                | 28 januari 1967   |
| 20  | The Girls from KAOS                                      | 4 februari 1967   |
| 21  | The Man from YENTA                                       | 11 februari 1967  |
| 22  | Smart Fit the Battle of Jericho                          | 18 februari 1967  |
| 23  | Where-What-How-Who Am I?                                 | 25 februari 1967  |
| 24  | The Expendable Agent                                     | 4 maart 1967      |
| 25  | How to Succeed in the Spy Business Without Really Trying | 11 maart 1967     |
| 26  | Appointment in Sahara                                    | 25 maart 1967     |
| 27  | Pussycats Galore                                         | 1 april 1967      |
| 28  | A Man Called Smart: Part 1                               | 8 april 1967      |
| 29  | A Man Called Smart: Part 2                               | 15 april 1967     |
| 30  | A Man Called Smart: Part 3                               | 22 april 1967     |

## Seizoen 3
| Nr. | Titel aflevering               | Uitzenddatum VS   |
| --- | ------------------------------ | ----------------- |
| 1   | Viva Smart                     | 16 september 1967 |
| 2   | Witness for the Persecution    | 23 september 1967 |
| 3   | The Spy Who Met Himself        | 7 oktober 1967    |
| 4   | The Spirit Is Willing          | 14 oktober 1967   |
| 5   | Maxwell Smart, Private Eye     | 21 oktober 1967   |
| 6   | Supersonic Boom                | 28 oktober 1967   |
| 7   | One of Our Olives Is Missing   | 4 november 1967   |
| 8   | When Good Fellows Get Together | 18 november 1967  |
| 9   | Dr. Yes                        | 25 november 1967  |
| 10  | That Old Gang of Mine          | 2 december 1967   |
| 11  | The Mild Ones                  | 9 december 1967   |
| 12  | Classification: Dead           | 23 december 1967  |
| 13  | The Mysterious Dr. T           | 30 december 1968  |
| 14  | The King Lives?                | 6 januari 1968    |
| 15  | The Groovy Guru                | 13 januari 1968   |
| 16  | The Little Black Book: Part 1  | 27 januari 1968   |
| 17  | The Little Black Book: Part 2  | 3 februari 1968   |
| 18  | Don't Look Back                | 10 februari 1968  |
| 19  | 99 Loses Control               | 17 februari 1968  |
| 20  | The Wax Max                    | 24 februari 1968  |
| 21  | Operation Ridiculous           | 2 maart 1968      |
| 22  | Spy, Spy, Birdie               | 9 maart 1968      |
| 23  | Run, Robot, Run                | 16 maart 1968     |
| 24  | The Hot Line                   | 23 maart 1968     |
| 25  | Die, Spy                       | 30 maart 1968     |
| 26  | The Reluctant Redhead          | 6 april 1968      |

## Seizoen 4
| Nr. | Titel aflevering                  | Uitzenddatum VS   |
| --- | --------------------------------- | ----------------- |
| 1   | The Impossible Mission            | 21 september 1968 |
| 2   | Snoopy Smart vs. the Red Baron    | 28 september 1968 |
| 3   | Closely Watched Planes            | 5 oktober 1968    |
| 4   | The Secret of Sam Vittorio        | 12 oktober 1968   |
| 5   | Diamonds Are a Spy's Best Friend  | 19 oktober 1968   |
| 6   | The Worst Best Man                | 26 oktober 1968   |
| 7   | A Tale of Two Tails               | 2 november 1968   |
| 8   | The Return of the Ancient Mariner | 9 november 1968   |
| 9   | With Love and Twitches            | 16 november 1968  |
| 10  | The Laser Blazer                  | 30 november 1968  |
| 11  | The Farkas Fracas                 | 7 december 1968   |
| 12  | Temporarily Out of CONTROL        | 14 december 1968  |
| 13  | Schwartz's Island                 | 21 december 1968  |
| 14  | One Nation Invisible              | 28 december 1968  |
| 15  | Hurray for Hollywood              | 4 januari 1969    |
| 16  | The Day They Raided the Knights   | 11 januari 1969   |
| 17  | Tequila Mockingbird               | 18 januari 1969   |
| 18  | I Shot 86 Today                   | 1 februari 1969   |
| 19  | Absorb the Greek                  | 8 februari 1969   |
| 20  | To Sire, with Love: Part 1        | 15 februari 1969  |
| 21  | To Sire, with Love: Part 2        | 22 februari 1969  |
| 22  | Shock It to Me                    | 1 maart 1969      |
| 23  | Leadside                          | 8 maart 1969      |
| 24  | Greer Window                      | 15 maart 1969     |
| 25  | The Not-So-Great Escape: Part 1   | 15 maart 1969     |
| 26  | The Not-So-Great Escape: Part 2   | 22 maart 1969     |

## Seizoen 5
| Nr. | Titel aflevering                   | Uitzenddatum VS   |
| --- | ---------------------------------- | ----------------- |
| 1   | Pheasant Under Glass               | 26 september 1969 |
| 2   | Ironhand                           | 3 oktober 1969    |
| 3   | Valerie of the Dolls               | 10 oktober 1969   |
| 4   | Widow Often Annie                  | 17 oktober 1969   |
| 5   | The Treasure of C. Errol Madre     | 24 oktober 1969   |
| 6   | Smart Fell on Alabama              | 31 oktober 1969   |
| 7   | And Baby Makes Four: Part 1        | 7 november 1969   |
| 8   | And Baby Makes Four: Part 2        | 14 november 1969  |
| 9   | Physician Impossible               | 21 november 1969  |
| 10  | Apes of Rath                       | 28 november 1969  |
| 11  | Age Before Duty                    | 5 december 1969   |
| 12  | Is This Trip Necessary?            | 12 december 1969  |
| 13  | Ice Station Siegfried              | 19 december 1969  |
| 14  | Moonlighting Becomes You           | 2 januari 1970    |
| 15  | House of Max: Part 1               | 9 januari 1970    |
| 16  | House of Max: Part 2               | 16 januari 1970   |
| 17  | Rebecca of Funny-Folk Farm         | 23 januari 1970   |
| 18  | The Mess of Adrian Listenger       | 30 januari 1970   |
| 19  | Witness for the Execution          | 6 februari 1970   |
| 20  | How Green Was My Valet             | 13 februari 1970  |
| 21  | And Only Two Ninety-Nine           | 20 februari 1970  |
| 22  | Smartacus                          | 27 februari 1970  |
| 23  | What's It All About, Algie?        | 24 april 1970     |
| 24  | Hello, Columbus - Goodbye, America | 1 mei 1970        |
| 25  | Do I Hear a Vaults?                | 8 mei 1970        |
| 26  | I Am Curiously Yellow              | 15 mei 1970       |